# ابراهیم مازنی
ابراهیم عبدالقادر مازنی (۱۸۹۰–۱۹۴۹) ادیب، نویسنده، شاعر، روزنامه‌نگار و ناقد مصری بود که به زبان فارسی نیز پرداخت. او از دانشسرای آموزگاران فارغ‌التحصیل شد و به آموزگاری روی آورد. سپس به روزنامه‌نگاری پرداخت و برای روزنامه‌های الأخبار و البلاغ می‌نوشت. مجلهٔ الأسبوع را توانست مدتی کوتاه نشر دهد. حصاد الهشیم، قبض الریح، دیوان شعر، بشار بن برد، شعر حافظ از آثار اوست. کتابخانهٔ شخصی خود را به دانشکدهٔ ادبیات، دانشگاه قاهره اهدا نمود.
مازنی در قاهره در خانواده‌ای مرفه به دنیا آمد، اما پس از مرگ پدرش در دوران جوانی، در فقر نسبی بزرگ شد.